# Myriopholis braccianii
Myriopholis braccianii är en kräldjursart som beskrevs av Giuseppe Scortecci 1929. Myriopholis braccianii ingår i släktet Myriopholis och familjen Leptotyphlopidae. Inga underarter finns listade i Catalogue of Life.
Arten förekommer i östra Afrika från Sudan till Kenya. Honor lägger ägg.